# De Materie
De Materie (La Matière) est une composition vocale et orchestrale en quatre parties du compositeur néerlandais Louis Andriessen, qu'il a composée entre 1984 et 1988.
Robert Wilson a dirigé la première mise en scène de l'œuvre le 1er juin 1989 au Muziektheater, à Amsterdam, avec James Doing, Wendy Hill, Beppie Blankert et Marjon Brandsma comme solistes lors de la première.
L'œuvre mélange des influences musicales éclectiques, de Johann Sebastian Bach et Igor Stravinsky à la chanson néerlandaise ancienne « L'Homme armé » et au boogie-woogie. Elle s'ouvre sur 144 répétitions du même accord joué fortissimo, et comporte un solo étendu pour deux grandes boîtes de métal frappés par des marteaux. Les textes sont alternativement chantés et parlés. Les quatre sections de l'œuvre mêlent plusieurs textes. Les dates de composition apparaissent entre parenthèses :
- Part I ("De Materie", 1986–1987): Plakkaat van Verlatinge (Acte de La Haye de 1581), avec un texte sur la construction de bateaux de Nicolas Witsen et Idea Physicæ de David van Goorle
- Part II ("Hadewijch", 1987–1988): Zevende Visioen (septième vision de Hadewijch)
- Part III ("'De Stijl", 1984–1985): texte tiré des Principes de Mathématiques plastiques par M. H. J. Schoenmaekers, avec un texte sur le peintre néerlandais Piet Mondrian
- Part IV (untitled): des extraits de deux sonnets de Willem Kloos, avec un passage du journal de Marie Curie et de son discours d'acceptation du prix Nobel.

## Discographie
- Susan Narucki, James Doing, Cindy Oswin, Gertrude Thoma et les membres du Netherlands Chamber Choir, du Schönberg Ensemble, de l'Asko Ensemble dirigés par Reinbert de Leeuw (Nonesuch).